# ۲٬۲٬۶٬۶-تترامتیل‌پیپریدین
۲،۲،۶،۶-تترامتیل‌پیپریدین (به انگلیسی: 2,2,6,6-Tetramethylpiperidine) یک ترکیب شیمیایی با شناسه پاب‌کم 13035 است. که جرم مولی آن 141.254 g/mol می‌باشد. شکل ظاهری این ترکیب، مایع شفاف است.